# Adept (musikgrupp)
Adept är ett svenskt metalcoreband från Vagnhärad och Trosa och bildades år 2004.
Bandets första demo hette Hopeless Illusions och släpptes år 2004. When The Sun Gave Up The Sky var Adepts andra demo och släpptes år 2005. Bandets första EP hette The Rose Will Decay. År 2008 skrev bandet avtal med bolaget Panic & Action Records och året efter släppte de sitt debutalbum Another Year of Disaster.
Bandet gjorde sig kända genom omfattande Sverige- och Europaturnéer där de turnerat med band som A Day to Remember, Underoath, Architects, As I Lay Dying, Bring Me the Horizon och A Skylit Drive. Bandet spelade även bland annat på festivalerna Sonisphere och Metaltowns huvudscener.
Den 2 mars 2011 släpptes Adepts andra fullängdsalbum Death Dealers, också den av Panic & Action Records. En musikvideo till singeln "The Ivory Tower" spelades in i London. Bandets tredje album, Silence The World,  släpptes 2013 på samma bolag som de tidigare.
Därefter bytte bandet skivbolag och 19 februari 2016 gavs albumet Sleepless ut av det österrikiska bolaget Napalm Records. Skivan fick ett gott mottagande och kallades "ett av årets största positiva överraskningar" dittills av Mårten Cederberg i musiktidskriften Gaffa.
Under sommaren 2011 slutade gitarristen Jacob Papinniemi i bandet och ersattes av Gustav Lithammer.
Under 2019 så släppte bandet en Jubileumsutgåva av debutalbumet "Another Year of Disaster" samtidigt som man gjorde en slutsåld turné i Ryssland och Sverige. I November 2021 blev bandet tilldelade en guldskiva i Sverige för låten "At Least Give Me My Dreams Back, You Neglient Whore".
Efter 5 års tystnad gjorde Adept comeback på den tyska metalfestivalen Core Fest i Stuttgart 2024, som följdes upp under 2025 genom att släppa ny musik för första gången på 9 år. Den 12 Maj släpptes "Heaven" med tillhörande musikvideo, samt en månad senare släpptes låten "YOU" via Napalm Records. Samma år, den 15 Juli släppte bandet sin tredje singel "Ignore The Sun" och annonserade sitt nya album "Blood Covenant" som släpps den 24 Oktober, tillsammans med en 20-års jubileums-turné i Europa under November och December samma år.

## Medlemmar
Nuvarande medlemmar
- Robert Ljung – sång (2004– )
- Filip Brandelius – basgitarr (2009– )
- Gustav Lithammer – gitarr (2011– )
- Kasper Larcombe-Tronstad – gitarr (2017– )
- Gabriel Hellmark – trummor (2004–)

Tidigare medlemmar
- Jerry Repo – gitarr (2004-2017)
- Jacob Papinniemi – gitarr (2004–2011)
- Mikael Norén – trummor (2017–2018)
- Andrew Brierly Chramer – gitarr (2010–2010)
- Tobias Ottosson – basgitarr (2006–2009)
- Andreas Carlsson – basgitarr (2004–2006)

## Diskografi
Demos
- Hopeless Illusions (2004)
- When The Sun Gave Up The Sky (2005)

Studioalbum
- Another Year Of Disaster (2009)
- Death Dealers (2011)
- Silence The World (2013)
- Sleepless (2016)
- Blood Covenant (2025)

EP
- The Rose Will Decay (2006)

Singlar
- "Shark! Shark! Shark!" (2009)
- "The Ivory Tower" (2011)
- "Dark Clouds" (2015)
- "Carry The Weight" (2016)
- "Heaven" (2025)
- "YOU" (2025)
- "Ignore The Sun" (2025)

## Musikvideor
- Sound the Alarm[9]
- Shark! Shark! Shark![10]
- At Least Give Me My Dreams Back, You Negligent Whore
- The Ivory Tower
- Secrets
- Dark Clouds
- Carry the Weight
- Heaven
- YOU